# Václav Černý (malíř)
Václav Černý křtěný Václav Jiří (17. ledna 1872, Malé Svatoňovice, Rakousko-Uhersko - 27. září 1947, Uherské Hradiště, Československo) byl český ilustrátor a malíř.

## Život a dílo
Vyučil se u portrétisty Šrůtka v Náchodě. Po té odešel do Vídně, kde absolvoval výtvarnou akademii u profesora Bergra, zdokonaloval své umění a studoval v Itálii a Německu. Nakonec se vrátil a usadil ve Vídni, kde namaloval řadu dekorativních, divadelních a výtvarných děl či kostelních obrazů. V roce 1914 nastoupil vojenskou službu a první světovou válku prožil v Rusku, kde byl čtyři roky v ruském zajetí. Na radu lékařů se po skončení války usadil a oženil v Újezdci u Uherského Brodu, kde ztvárnil život Slovácka a další historická díla. V roce 1936 uspořádal výstavu svých originálních olejomaleb v Malých Svatoňovicích. Náměty čerpal z války, lidového života, z lidových zvyků a z dějin. „Řada jeho svěžích obrazů živě líčí život a zvyky moravských Slováků, život i útrapy ruských zajatců a výjevy náboženské. Výstavy jeho originálů těší se značné oblibě a je odborníky řaděn mezi nejlepší malíře Slovácka. Jeho práce byly i novinářskou kritikou příznivě přijaty a originály jsou prodány do Ameriky, Anglie a Francie.“ hodnotí malíře Dr. O. Hurych. V seznamu jeho obrazů z roku 1936 najdeme názvy obrazů i s oceněním: Boj 150 000 Kč; Adamité u Tábora 60 000 Kč; Přepadení Adamitů u Příběnic 60 000 Kč; Útěk z Uherského Brodu za válek husitských 20 000 Kč; Příchod sv. Cyrila a Metoděje na Moravu 20 000 Kč; Útěk z Uherského Brodu za válek a časů Bočkálovců 20 000 Kč; Námluvy v Pašovicích roku 1899 25 000Kč; Požehnání rodičů před svatbou 25 000 Kč; Jízda králů v Mařaticích u Uherského Hradiště 25 000 Kč; Za branou města 25 000 Kč; Siesta 25 000 Kč; Královničky z Uherského Brodu 20 000 Kč; Náměstí v Uherském Brodě 20 000 Kč; Náměstí Masarykovo v Uherském Brodě 20 000 Kč; Náměstí Mariánské v Uherském Brodě 20 000 Kč; Růžencová pouť v Uherském Brodě 20 000 Kč; Ježíškovo vidění 20 000 Kč; Pouť u sv. Antoníčka nad Blatnicí 50 000 Kč; Krajina u Maršova 20 000 Kč; Zimní krajina u Uherského Brodu 20 000 Kč; Za humny v Újezdci u Luhačovic 20 000 Kč; Svatební hostina v Pašovicích 25 000 Kč; Růžencová slavnost v Újezdě u Luhačovic 25 000 Kč; Průvod Božího Těla v Újezdě u Luhačovic 25 000; Pouť u sv. Antoníčka nad Blatnicí 50 000 Kč; Již mou milou od oltáře vedou 50 000 Kč; Pouť na Provodově nad Luhačovicemi 50 000 Kč; Pán Ježíš předpovídá zkázu Jeruzaléma 60 000 Kč; Napoleon objíždí boj 40 000 Kč; Narození Páně 40 000 Kč; Večeře Páně 60 000 Kč; Návrat do Nazareta 25 000 Kč; Cesta do Golgotu 60 000 Kč; Na Váhu II 20 000 Kč; Svačina v Újezdci u Luhačovic 20 000Kč. Zajímavý je objev výstřižku novinového článku objeveného na rubu originálu obrazu, ve kterém jsou popsány zdravotní potíže Václava Černého, které mu prakticky znemožnily uměleckou tvorbu. Asi tři lahve bylinného likéru zvaného Hromčíkovo tajemství byly tou správnou medicínou a dovolily malíři dále pokračovat v práci. I odkaz děl velké hodnoty malíře, panu Hromčíkovi, kterých se zřekl ve prospěch malířova synovce a jemu postačila hezká vzpomínka na ušlechtilého umělce malíře Václava Černého.
Ilustroval Máchův Máj vydaný v roce 1936.

## Galerie

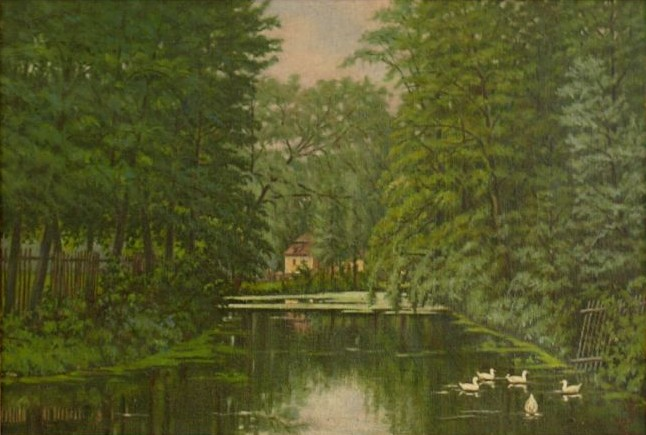
Zámecký rybník
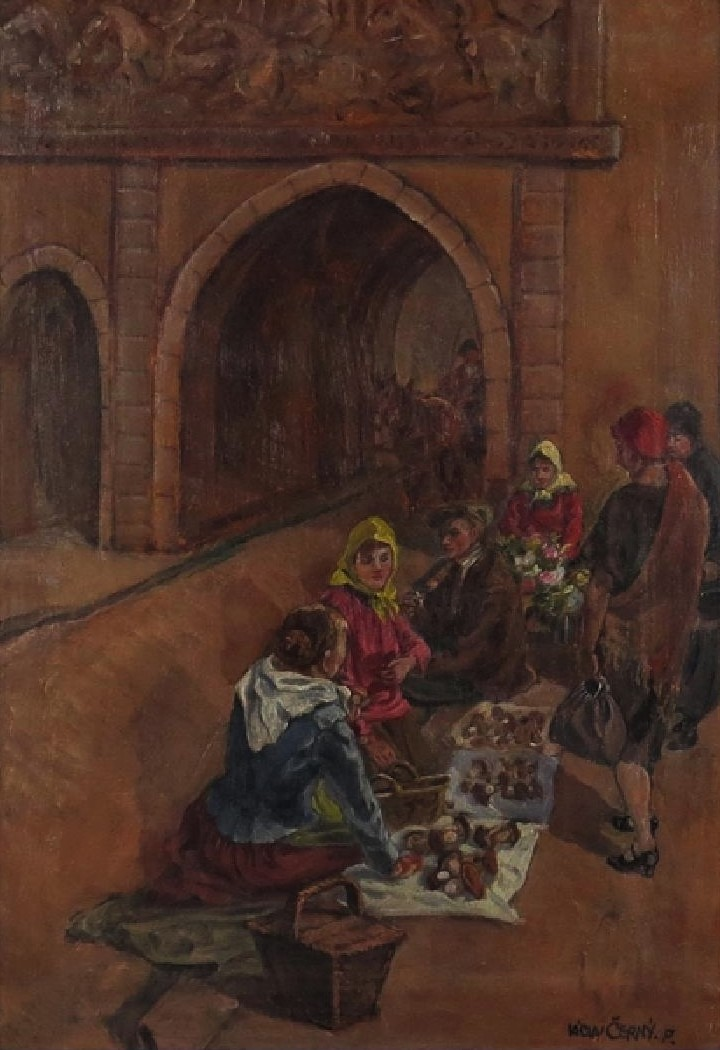
Tržiště
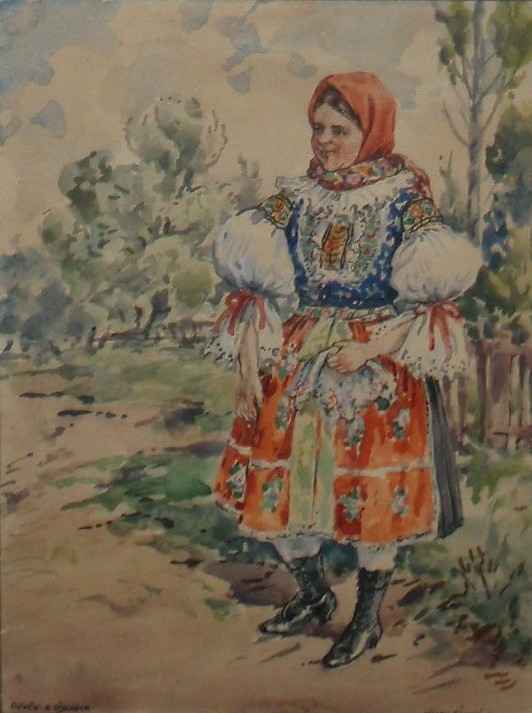
Děvče z Újezdu u Luhačovic
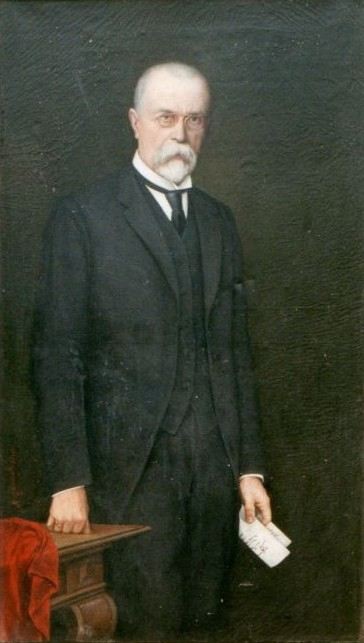
Portrét T. G. Masaryka
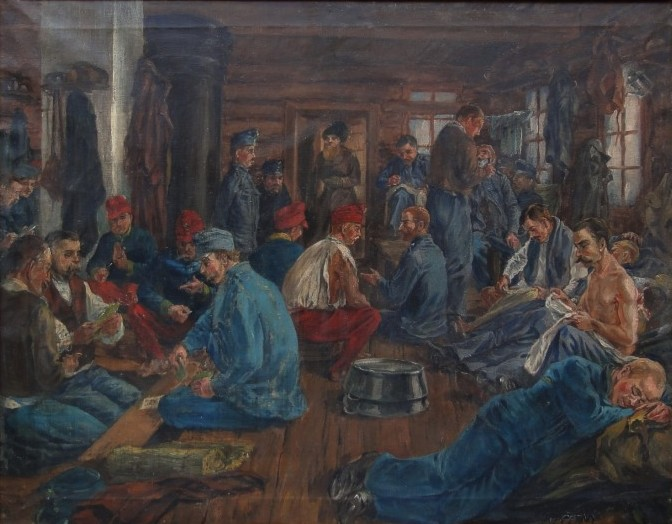
Rakousko-uherští vojáci v ruském zajetí (kol.1915)
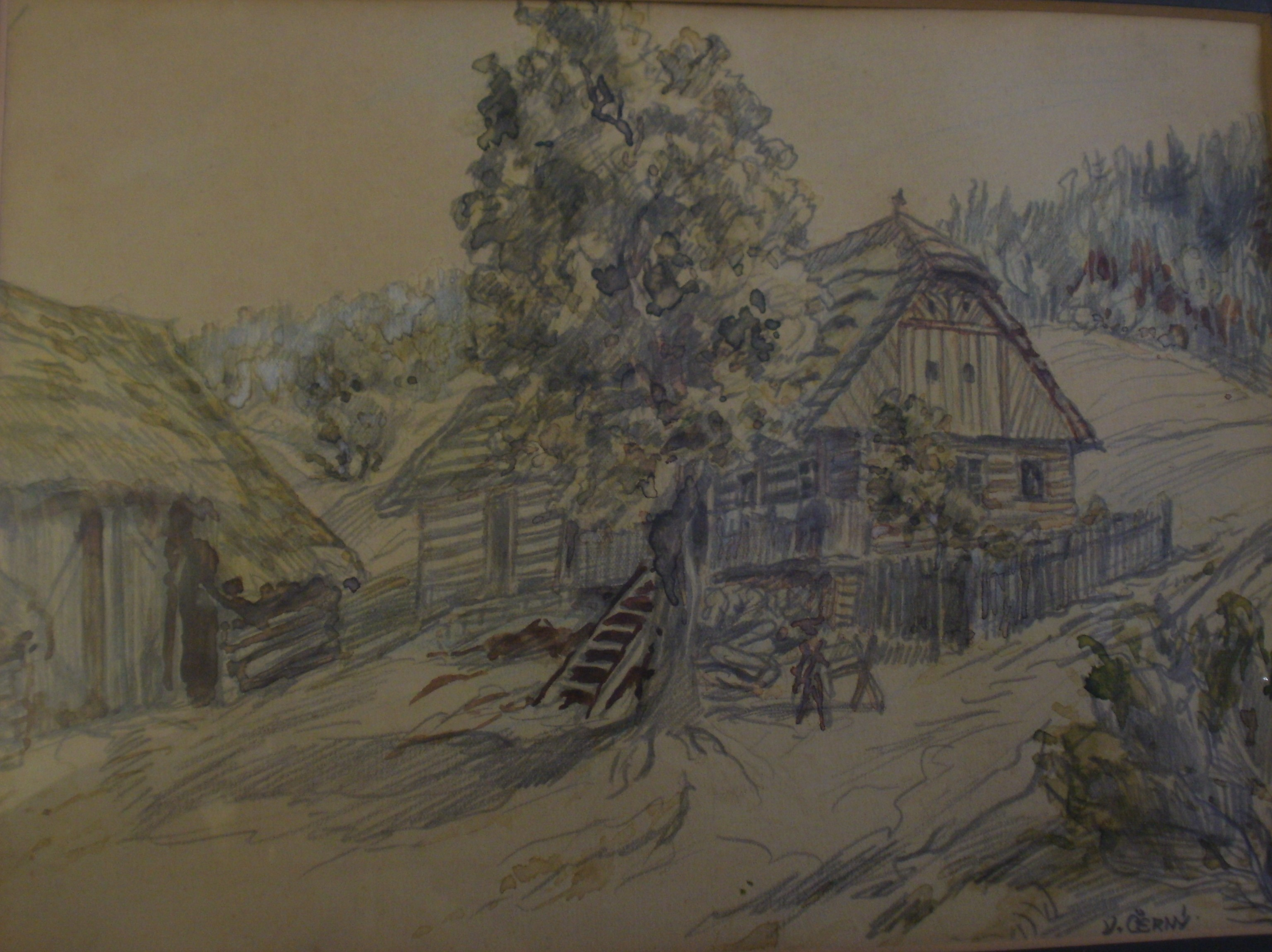
Šrejberovo stavení u Studánky